# Portret własny z paletą (obraz Kazimierza Pochwalskiego)
Portret własny z paletą – obraz olejny namalowany przez polskiego malarza Kazimierza Pochwalskiego w Wiedniu w roku 1895, znajdujący się w zbiorach Muzeum Narodowego w Warszawie.
Artysta uwiecznił się na portrecie własnym w pozycji stojącej, na wprost widza. W prawej dłoni trzyma pędzel, w lewej paletę z pędzlami.